# Ishigaki
Ishigaki (石垣島|Ishigaki-jima) er en ø vest for Okinawa Hontō og den næststørste af Yaeyamaøerne. Ishigaki er en del af byen Ishigaki i Okinawa Prefektur, der tillige omfatter de omstridte Senkakuøer. Byen fungerer som erhvervs- og transportcentrum for arkipelagen. Ishigaki Airport er den største lufthavn i Yaeyamaøerne og Japans største tredjeklasseslufthavn.
Øen Ishigaki, som resten af Okinawa, får kulturel indflydelse fra både Japan og Kina, grundet dens beliggenhed mellem Kina og Japans hovedø. 
24°24′12″N 124°11′37″Ø / 24.4033°N 124.1936°Ø